# Irazú
Irazú er en aktiv vulkan i Costa Rica nær byen Cartago. Vulkanen har været i udbrud mindst 23 gange siden 1723. Sidste gang var i 1963-1965, hvor udbruddet startede samme dag, som John F. Kennedy skulle på statsbesøg. Derfor blev Kennedy nødt til at holde tale under en paraply, så han ikke blev ramt af asken.
Irazu er 3.431 meter høj, men på trods af det er det en populær turistdestinantion, da det er let at komme dertil fra hovedstaden San José. Efter sigende skulle man i godt vejr kunne se både Atlanterhavet og Stillehavet, der er dog oftest skyet.
9°58′45″N 83°51′09″V / 9.9792°N 83.8525°V